# Sára Derdák
Sára Derdák (* 12. Februar 2008) ist eine ungarische Leichtathletin, die sich auf den Mittelstreckenlauf spezialisiert hat.

## Sportliche Laufbahn
Erste internationale Erfahrungen sammelte Sára Derdák im Jahr 2024, als sie bei den U18-Europameisterschaften in Banská Bystrica in 4:18,59 min den fünften Platz im 1500-Meter-Lauf belegte und damit eine neue nationale U18-Bestleistung aufstellte. 
2024 wurde Derdák ungarische Meisterin in der 4-mal-800-Meter-Staffel.

## Persönliche Bestleistungen
- 800 Meter: 2:10,20 min, 16. Juni 2024 in Székesfehérvár
  - 800 Meter (Halle): 2:12,25 min, 25. Februar 2024 in Nyíregyháza
- 1500 Meter: 4:18,59 min, 21. Juli 2024 in Banská Bystrica (ungarischer U18-Rekord)
  - 1500 Meter (Halle): 4:31,49 min, 17. Februar 2024 in Nyíregyháza